# 十三月紅夜
十三月 紅夜（じゅうさんがつ こうや）は、日本の女優。モデル、歌手、アートディレクター、造形作家。
ATELIER十三月主宰。(小道具製作・特効・操演・舞台美術・美粧・身体装飾・アートディレクション等)
ACM:::コアメンバー(アートディレクション・歌唱・美術・造形・美粧・照明) 
元虚飾集団廻天百眼所属。(女優・小道具・特効・操演) 
通り名は【燦爛たる魔女】。

## 来歴
湘南生まれ、湘南育ち。
10代〜20代前半まではバンド『Junkざ歪、』のボーカリストやボディーアートアーティスト、ゴシック系ファッションブランドやコルセットブランドのモデル、KERA、Gothic & Lolita Bibleの読者モデルなどをしていた。 2009年、通っていたゴシック系クラブイベントTokyo Dark Castleにて桜井咲黒に声を掛けられ、それをきっかけに虚飾集団廻天百眼と出会う。2年の客演時代を経て、2011年正式入団。
女優として活躍するほか、小道具の作成や特効、操演、制作、物販や制作などを担い、メイクの監修をするなど、虚飾集団廻天百眼の劇団員として欠かせない人物となる。
西邑卓哲(ACM:::/FOXPILL CULT)が劇伴を手掛け、十三月紅夜が歌唱参加してからの虚飾集団廻天百眼のサウンドトラックやDVDは発売の度にディスクユニオンの週刊インディーズチャートにランクインしている。
2020年、自身のブランドATELIER十三月を立ち上げ、造形作品の販売やアーティストのプロデュース、作品の発表、美粧やディレクションを独立して手掛けるようになる。
2021年、西邑卓哲氏(ACM:::/FOXPILL CULT)の誘いを受け、総合芸術『ACＭ:::』にコアメンバーとして加入。初期は舞台美術や美粧を手掛けるが、それらも継続しつつ徐々にステージ上でもパフォーマンスをするようになる。(担当：ボーカル、照明、アートディレクター)
同年、入団10周年を記念して写真集『10th Anniv. ROOM 13』、ソロアルバム『10th Anniv. Theatre of the Lunatic!』を発売。池袋 BAR REALで、 BAR REAL × ATELIER十三月のスペシャルカクテル を2種類発売。
7月25日(日)に 高円寺 U.F.O CLUBで、企画ライブ『10th Anniv. Theatre of the Lunatic!』を上演。その夜限りの【十三月紅夜BAND】を結成。(メンバーは Guitar 西邑卓哲(ACM:::/FOXPILL CULT)、Guitar 翠（ACM:::)、Drums Shintaro（MUNIMUNI／Palastleben）、Sax ナカムラルビイ（酢酸カーミン）、ハリケン(THE DIGITAL CITY JUNKIES)chorus なにわえわみ(劇団フェリーちゃん))。他出演は†13th Moon†、THE DIGITAL CITY JUNKIES、虚飾集団廻天百眼。
詳細は
初のソロアルバム『10th Anniv. Theatre of the Lunatic!』はタワーレコード渋谷店にて大きく展開され、ディスクユニオンの週刊インディーズチャートは５位にランクインした。
2022年、ACM::: 1stアルバム『Wrsona』がディスクユニオンの週刊インディーズチャート１位にランクインする。(数量限定で「Limited Edition by ATELIER十三月」発売。)

## エピソード
活発な幼少期を過ごしており、男子に混ざって遊ぶことが多かった。
実家の子猫(4匹)が木に登って降りられなくなっているところを救出したことがある。
小学生の時は学級委員や応援団長、高校生時代も生徒会に所属したり文化祭や体育祭の実行委員を引き受けるなど、自称お祭り女である。
小学生の頃のマラソン大会では女子３位、徒競走の選手であったことから運動神経は良いとみられる。
今までに2回、真横で消火器が暴発している。
全裸の時に限ってよく地震が起こる。
鳩がおでこにぶつかってきた事がある。
家出をして捜索願を出されており、高等学校の入学式に参加していない。
高校生の時、校則で禁止されていたニーソックスを意地でも履いていた。
高校生の頃から着ているスカジャンが、忌野清志郎さんとお揃いだった。
神奈川県小田原市風祭のうなぎ亭【友栄】(ともえい)に、中学生の頃から家族で通っている。
2021年9月、伝説のイベント 『ナチールのドラァグ・レース』(友人 加々見千懐の誕生日パーティーである)を企画。友人を集め、無観客で開催された。優勝クイーンとなる。(クイーン名は 『レディ・ローズ』)
また同年9月、紅日毬子の要望を受け、サプライズで友人を集めて熱海伊豆への誕生日旅行を企画した。
ACM:::LIVE時に着用しているスーツは、十三月紅夜活動10周年の際、衣裳作家のジョジョーフとコラボレーションで製作したオートクチュールである。
初期ACM:::のマイクスタンド他、美術や小道具も製作していると共に、ライブ時の西邑卓哲氏のメイクも行い、衣裳のディレクションも手掛けている。
ACM:::のLIVE中、たびたび西邑卓哲氏に激突されており、故意ではないかとの噂もある。2023年 10月8日(日) 池袋手刀・ジャパン死神サミット2023(ACM:::初配信LIVEの映像でも確認できる)
揚州商人に週4で通っていた時期がある。最推しメニューは豚南蛮(2023年現在はない商品)。
密かにご当地モケケを集めている。
大変妹思いであり、妹の結婚式の装飾や会場のプロデュース、ドレス作りに奮闘していた。ドレスの試着には14店舗付き合っている。
虚飾集団廻天百眼の元劇団員 金原沙亜弥(現 加々見千懐)と親しくしている。
大の猫好きで実家で猫を飼っているが、極度の猫アレルギーの為、マスクとアレルギーの薬が欠かせない。
祖父と母は教師であり、祖父は西邑卓哲氏(ACM:::/FOXPILL CULT)の父に教えていたことがある。
一歳年下の妹がいる。2023年6月、男の子が生まれ、伯母になる。(甥の名前は『うに太郎』として公開されている。)
コルセット愛好家であり、近年一番よく着用しているコルセットはPureOneCorsetWorksの［JFU-3］。

## 人物
もらって一番嬉しい差し入れは【お手紙】。
舞台に立つ時以外は基本的に眼鏡である。(現在はBVLGARI)
料理が得意で、自身のBARイベントで振る舞うことがある。
ひとりでBARで飲むことが趣味で、一番好きなお酒はラム酒『ロン・サカパXO』、シャルトリューズ(ベール)や甘い薬草酒、ウイスキーも好む。
煙草は15年以上変わらず『echo』を吸っている。
好きなブランドはJean Paul Gaultierで、鞄はドクターバック、財布はNew Roseシリーズのボルドーを十五年以上愛用している。
ステージ衣裳のハイヒールは主にChristian Louboutin。
香水もまたJean Paul Gaultierを普段から愛用。最近は『SCANDAL』率が高く、ATELIER十三月の通販SHOPで買い物をした時に香るのもこの香水であるという。他にも『Classique』も高頻度で使用している。
香水は舞台の役毎に、その役に合ったものにするのが好み。(廻天百眼 舞台『悦楽乱歩遊戯』【黒蜥蜴】の役ではJean Paul Gaultierの『Classique』を使用している。)
赤い薔薇の花を好む。
肉(特に生肉や内臓)、プリン体の多い食べ物が好きであまり野菜を食べない。
2022年にアコースティックギターを始める。(作詞作曲楽曲がACM:::『Wrsona』の特典として収録されている)

## 出演・モデル
- 虚飾集団廻天百眼｢黒色サロス｣ (2009年7月22日、都立井の頭恩賜公園)-蝕の住人
- 虚飾集団廻天百眼｢御霊祭御祭騒｣ (2009年11月7日〜22日、新宿シアターPOO)-鵙
- 虚飾集団廻天百眼｢夢屋2010｣ (2010年9月11日、池袋LIVE INN ROSA)-クロユメクイ
- 虚飾集団廻天百眼 ｢存ぜぬ快楽｣ (2011年3月3日〜6日、ザムザ阿佐谷)-安藤
- 虚飾集団廻天百眼｢少女椿｣ (2011年10月13日〜17日、ザムザ阿佐谷)-機械になったみどり
- 虚飾集団廻天百眼｢鬼姫｣ (2012年4月19日〜23日、ザムザ阿佐谷)-あぐり、ホトギ
- 虚飾集団廻天百眼｢少女椿｣ (2012年11月6日〜12月2日、ザムザ阿佐谷/in→dependent theatre 2nd)-機械になったみどり
- 虚飾集団廻天百眼｢奴婢訓｣ (2013年8月23日〜8月27日、ザムザ阿佐谷)-よだか
- 虚飾集団廻天百眼｢冥婚ゲシュタルト｣ (2014年2月27日〜3月3日、ザムザ阿佐谷)-影華
- 虚飾集団廻天百眼｢朧月記｣ (2014年6月29日〜7月3日、駒場アゴラ劇場)-豆腐屋
- 劇団 海賊ハイジャック改名公演「自己オマージュ＝シャウクロス」 (2015年1月15日〜22日、サンモールスタジオ)-ラジヤ
- 虚飾集団廻天百眼｢屍のパレード｣-翡翠
  - 東京公演 (2015年10月7日〜10月12日、ザムザ阿佐谷)
  - 大阪公演 (2015年10月23日〜10月25日、independenttheatre 2nd)
- Voyantroupe第2回本公演「アンジョルラス」 (2016年3月16日〜21日、サンモールスタジオ)-ジョリー
- 虚飾集団廻天百眼｢冥婚ゲシュタルト｣ (2016年6月14日〜20日、ザムザ阿佐谷)-影華
- マーチラビット～SOUL VOICE～第3回公演「やわらかい元カレ｣(2017年1月8日〜9日、マーチラビット)-カオル
- マーチラビット～SOUL VOICE～第3回公演 朗読劇「銀河鉄道の夜｣(2017年1月8日〜9日、マーチラビット)-カンパネルラ
- 虚飾集団廻天百眼｢悦楽乱歩遊戯｣ (2017年2月26日〜3月5日、ザムザ阿佐谷)-黒蜥蜴(主演)
- Kαin ワンマンライブ「The Live Kaleidoscope 2017｣(2017年5月1日、赤坂BLITZ )-パフォーマー
- 聖地ポーカーズ魄/hack 舞台版「ハコオンナ」 (2017年8月9日〜13日、築地本願寺ブディストホール)-紅月十三夜
- ツキヨミプロジェクト企画｢雑踏の静寂〜黒川メイの脳感受信〜｣(2017年9月22日〜24日/10月6日〜8日、新宿シアターPOO)-楢橋工
- 虚飾集団廻天百眼｢殺しの神戯｣ (2018年2月25日〜3月4日、ザムザ阿佐谷)-歩き巫女のサロメ(主演)
- 虚飾集団廻天百眼｢闇を蒔く〜屍と書物と悪辣異端審問官〜｣ (2019年2月3日〜2月11日、ザムザ阿佐谷)-作家
- MUCC ワンマンライブ「MUCC BIRTHDAY CIRCUIT 2019 Grand Final「40」<YUKKE day>～YUKKE限定 LASTGIGS -｣(2019年11月6日、TSUTAYA O-EAST )-パフォーマー
- 虚飾集団廻天百眼｢不思議の国のアリス・オブザデッド｣ (2020年1月28日〜2月3日、ザムザ阿佐谷)-白兎
- 虚飾集団廻天百眼｢冥婚ゲシュタルト2020｣ (2020年11月5日〜11月9日、ザムザ阿佐谷)-影華
- 虚飾集団廻天百眼｢サバトへの出発｣ (2022年9月10日〜11日、成田某所)-ベアトリクス
- 虚飾集団廻天百眼｢万物教会｣ (2022年11月22日〜28日、ザムザ阿佐谷)-タキオン(主演)
- 百眼っ子企画「麝香宴瞠」(2024年8月12日、池袋手刀)

ACM::: 企画LIVE
2024年6月29日(土)「 サイケデリック・サーカス vol.01  -十三月紅夜生誕祭- 」@ 東高円寺U.F.O CLUB
2025年3月2日(日)「サイケデリック・サーカス vol.2-西邑卓哲生誕祭-」 @ 東高円寺U.F.O CLUB
2025年7月6日(日)「 サイケデリック・サーカス vol.03  -十三月紅夜生誕祭 - 」@ 東高円寺U.F.O CLUB

### 映像作品
- 映画｢虎影｣(2015年6月20日公開)-壺女
- 360°ホラーシリーズ VR“DEAD”THEATER「天獄処理工場｣ (2016年10月17日配信開始)
- 廻天百眼短編映画集｢屍のパレード｣ (2018年10月26日公開)

### MV
- リライゾ「マダラ蝶」
- FOXPILL CULT「レストランド」
- 虚飾集団廻天百眼 ｢伝染性狂言ドン・カルメ｣
- 虚飾集団廻天百眼 ｢死の舞踏｣
- DALLE「witch craft pictures｣
- 虚飾集団廻天百眼 ｢箱船｣
- DALLE「Loyalty」
- 虚飾集団廻天百眼 ｢カゴメカムゲノム｣
- 虚飾集団廻天百眼 ｢冥婚行進曲｣
- 虚飾集団廻天百眼「犯罪と宝石」
- 虚飾集団廻天百眼「陰々滅滅幽々奈落」
- 虚飾集団廻天百眼 ｢物狂う綺譚｣
- 虚飾集団廻天百眼 ｢緋色の万花鏡｣
- 虚飾集団廻天百眼「現し世の揺れ」
- 虚飾集団廻天百眼 ｢天津罪と美欲の四魂合唱｣
- 虚飾集団廻天百眼 ｢神懸かりの縁起｣
- シェルミィ「過食性障害嘔吐｣
- 虚飾集団廻天百眼 ｢闇が笑う｣
- 虚飾集団廻天百眼「幻想国家プラトニア」
- 虚飾集団廻天百眼 ｢ハンプティダンプティ｣
- 虚飾集団廻天百眼 ｢多世界電子の確率波｣
- 生憎の雨。 ｢眠剤｣
- 十三月紅夜 ｢正体｣
- キノコホテル｢キネマ・パラノイア｣
- アーバンギャルド｢アング・ラグラ｣

### ファッションショウ・モデル
- STIGMATA
- La vie en rose by JAP工房
- Rituals by KENZO-A
- PureOneCorsetWorks
- KERA
- Gothic & Lolita Bible
- SRBGENk個展  『DANCING IN THE STREET』(2023年7月21日～8月6日、ヴァニラ画廊)-イラストモデル

## プロデュース
- なにわえわみソロコンサート Wamusica Ⅲ『 MILOMUS -ミロムス-』 (2022年3月12日、SUBTERRANEAN)-プロデュース/舞台美術/造形製作/衣裳/美粧
- BAR 珍獣保逝園-一部内装プロデュース/造形提供
- 2023年8月11日(金/祝) ATELIER十三月presents BAR『ROOM13』開催。@阿佐ヶ谷 BAR ドンドラモンド
- 2023年11月12日(日) ATELIER十三月presents BAR『ROOM13』開催。@池袋 BAR REAL
- 2024年12月29日(日) ATELIER十三月presents BAR『ROOM13』開催。@池袋 BAR REAL
- 2025年6月29日(日)ATELIER十三月presents BAR『ROOM13』開催。@池袋 BAR REAL ※十三月紅夜10周年記念で限定発売された、BAR REAL × ATELIER十三月のスペシャルカクテルが、4年の時を経て復刻   La Vie en rose 13(ラビアンローズ13) 薔薇のリキュール(Berta ROSOLIO)、赤ワイン、カシス、ライム果汁 ※お酒の強さはお好みで調整可能    Rouge(ルージュ) ※ノンアルコール 薔薇のシロップ、クランベリージュース、柚木シロップ、炭酸

## 裏舞台
- 日本工学院 ミュージックカレッジ Presents 卒業LIVE2011「 HAPPY☆BEAT 」（出演：ベッキー♪♯、JURIAN BEAT CRISIS、hinaco ）(2011年1月16日、赤坂BLITZ)-ボディーアートブース出展[16]
- 虚飾集団廻天百眼 実験公演「臘月記」(2014年6月29日〜7月3日、駒場アゴラ劇場)-小道具製作
- 虚飾集団廻天百眼 劇場本公演｢屍のパレード｣(2015年10月7日〜12日、ザムザ阿佐谷)-小道具製作
- 虚飾集団廻天百眼 劇場本公演｢屍のパレード｣(2015年10月23日〜25日、independent theater 2nd)-小道具製作
- 虚飾集団廻天百眼 短編映画集 ｢屍のパレード｣-小道具製作
- 虚飾集団廻天百眼 劇場本公演｢悦楽乱歩遊戯｣(2017年2月26日〜3月5日、ザムザ阿佐谷)-小道具/特効/操演監修、製作
- Kαin ワンマンライブ「The Live Kaleidoscope 2017｣(2017年5月1日、赤坂BLITZ )-小道具/操演監修
- 虚飾集団廻天百眼劇場本公演「殺しの神戯」(2018年2月25日〜3月4日、ザムザ阿佐谷)-小道具/特効/操演監修、製作
- 虚飾集団廻天百眼 劇場本公演「闇を蒔く～屍と書物と悪辣異端審問官～｣(2019年2月3日〜11日、ザムザ阿佐谷)-小道具/特効/操演監修
- 激嬢ユニットバス 第7回公演「HOTEL孔雀」(2019年4月10日〜14日、池袋GEKIBA)-衣裳 デザイン製作/小道具製作/グッズ製作
- ライブ「トコママン祭り-2019-」(2019年10月22日、池袋手刀)-美粧
- MUCC ワンマンライブ「MUCC BIRTHDAY CIRCUIT 2019 Grand Final「40」<YUKKE day>～YUKKE限定 LASTGIGS -｣(2019年11月6日、TSUTAYA O-EAST )-美粧
- 虚飾集団廻天百眼劇場本公演 「不思議の国のアリス・オブザデッド」(2020年1月28日〜2月3日、ザムザ阿佐谷)-小道具/特効/操演 監修/身体装飾/美粧監修
- FOXPILL CULT ワンマンライブ｢Temple of Aliens｣ (2020年2月28日、下北沢SHELTER)-舞台美術/美粧/身体装飾
- FOXPILL CULT 企画「POTOLATCH DEAD vol.34」(2020年8月7日、下北沢SHELTER)-舞台美術
- 虚飾集団廻天百眼「多世界電子の確率波」Music Video-製作総指揮/監督/小道具/美粧
- 虚飾集団廻天百眼 劇場本公演 「冥婚ゲシュタルト2020」(2020年11月5日〜9日、ザムザ阿佐谷)-小道具/特効/操演監修/美粧監修
- 月蝕歌劇団 第112回 劇場本公演｢陰陽師 安倍晴明ー最終決戦ー｣ (2020年12月10日〜16日、ザムザ阿佐谷)-小道具提供
- ACM:::「EAD」Music Video-舞台美術/人形製作/小道具/美粧/身体装飾
- Wamusica Ⅱ⁣～Winter and Wizard～⁣(2021年12月31日、神楽坂THEGLEE)-ビジュアルプロデュース/美粧
- 劇団ロオル presents mono drama live vol.1「ROLE」(2022年5月13日〜5月22日)、シアター711)-オブジェ製作
- Palastleben「Monaural」Music Video-美粧/ヘアメイク/照明
- なにわえわみ「考髄」Music Video-監督/撮影監督/美術/美粧/衣裳
- なにわえわみソロコンサート「MILOMUS」(2022年3月12日、サブテレニアン)-美粧/衣裳/舞台美術/小道具/プロデュース
- なにわえわみ出演ライブ「MILOMUS PARADE」(2022年7月29日、新宿MOTION)-美粧/衣裳/プロデュース
- なにわえわみ出演ライブ「Space Channel S」(2022年9月16日、DECABAR超)-美粧/衣裳/プロデュース
- SIGNALWORKS 舞台｢兎小屋B100の経過観察〜不思議の国のアリスはお尻が突っかかって穴をくぐれない〜｣(2022年12月28日〜31日、池袋シアターKASSAI)-メイク/スタイリスト[17]
- なにわえわみ出演ライブ「魔女華界」(2023年3月26日、新宿HEIST)-美粧/衣裳/プロデュース
- キノコホテル「キネマ・パラノイア」Music Video - メイク
- SIGNALWORKS 舞台｢兎狩りC200の闘劇視察 Bunny Fight(ウサギ狩り) 」(10月25日～29日、池袋シアターKASSAI) - ビジュアルアドバイザー[18]
- アーバンギャルド「アング・ラグラ」Music Video - 特殊メイク/メイク
- ナカムラルビイ「サナトリウムハウスで」Music Video - 助監督/衣裳監修/小道具
- 月蝕歌劇団・蠍座公演『〜幻惑演劇実験集〜二千某年のドグラとマグラ』(2024年11月1日〜11月4日、 アトリエファンファーレ高円寺) - 公演グッズ製作
- キドキカク旗揚げ公演『あちこち痛いんだよ』(2024年10月17日〜20日、 下北沢OFF・OFFシアター) - 小道具製作
- バンド Catastrophe Ballet - メイク
- Aznet Produce 劇場公演『ギリシャ神話戦記テオリデア〜ひなげしの鎮魂歌〜』(2025年1月11日〜13日、萬劇場) - スチールヘアメイク